# Bestuurlijke indeling van Marokko

Bestuurlijke indeling in regio's van Marokko

De bestuurlijke indeling van Marokko is doorheen de tijd meermaals gewijzigd. Sinds de onafhankelijkheid in 1955 waren er meerdere grote herschikkingen met de belangrijkste bij de vastlegging van de grondwet in 1962 en bij de grote herschikking van 1976. Deze laatste werd aangepast in 1997, 2002, 2003 en 2009. De laatste nieuwe indeling dateert van 2015 en is gebaseerd op de nieuwe Marokkaanse grondwet van 2011.
Marokko is op basis van Decreet 2-15-40 van 20 februari 2015 onderverdeeld in 12 regio's, die weer zijn onderverdeeld in 62 landelijke provincies en 13 stedelijke prefecturen. Deze zijn onderverdeeld in 1.503 gemeenten, 221 communes urbaines en 1.282 communes rurales.
De indeling per 2015 voorziet in de regio's:
1. Tanger-Tétouan-Al Hoceïma
2. Oriental
3. Fès-Meknès
4. Rabat-Salé-Kénitra
5. Béni Mellal-Khénifra
6. Casablanca-Settat
7. Marrakech-Safi
8. Drâa-Tafilalet
9. Souss-Massa
10. Guelmim-Oued Noun
11. Laâyoune-Sakia El Hamra
12. Dakhla-Oued Eddahab

| Geografische code | Regio                     | Hoofdstad   | Onderverdeling              | Onderverdeling | Bevolking (2019) | Bevolking (2019) |
| Geografische code | Regio                     | Hoofdstad   | # Provincies en prefecturen | # gemeenten    | Inwoners         | Opp. in km2      |
| ----------------- | ------------------------- | ----------- | --------------------------- | -------------- | ---------------- | ---------------- |
| 1                 | Tanger-Tétouan-Al Hoceïma | Tanger      | 7                           | 110            | 3.769.700        | 16.170           |
| 2                 | L'Oriental                | Oujda       | 8                           | 147            | 2.427.500        | 66.110           |
| 3                 | Fès-Meknès                | Fès         | 9                           | 194            | 4.377.200        | 38.880           |
| 4                 | Rabat-Salé-Kénitra        | Rabat       | 7                           | 114            | 4.818.900        | 17.690           |
| 5                 | Béni Mellal-Khénifra      | Béni-Mellal | 6                           | 164            | 2.597.600        | 27.750           |
| 6                 | Casablanca-Settat         | Casablanca  | 9                           | 153            | 7.313.300        | 20.190           |
| 7                 | Marrakech-Safi            | Marrakesh   | 8                           | 251            | 4.731.600        | 39.040           |
| 8                 | Drâa-Tafilalet            | Errachidia  | 5                           | 109            | 1.683.900        | 86.140           |
| 9                 | Souss-Massa               | Agadir      | 6                           | 175            | 2.856.400        | 53.720           |
| 10                | Guelmim-Oued Noun         | Guelmim     | 4                           | 53             | 444.000          | 44.130           |
| 11                | Laâyoune-Sakia El Hamra   | Laâyoune    | 4                           | 20             | 367.758          | 140.018          |
| 12                | Dakhla-Oued Ed-Dahab      | Dakhla      | 2                           | 13             | 142.955          | 130.898          |
|                   |                           | Totaal      | 75                          | 1503           | 35.020.200       | 410.000          |

## Huidige administratieve indeling

### Marokko (oorspronkelijk)

#### Tanger-Tétouan-Al Hoceïma
- M'diq-Fnideq (prefectuur)
- Tanger-Asilah (prefectuur)
- Al Hoceïma (provincie)
- Chefchaouen (provincie)
- Fahs-Anjra (provincie)
- Larache (provincie)
- Ouezzane (provincie)
- Tétouan (provincie)

#### L'Oriental
- Oujda-Angad (prefectuur)
- Berkane (provincie)
- Driouch (provincie)
- Figuig (provincie)
- Guercif (provincie)
- Jerada (provincie)
- Nador (provincie)
- Taourirt (provincie)

#### Fès-Meknès
- Fès (prefectuur)
- Meknès (prefectuur)
- Boulemane (provincie)
- El Hajeb (provincie)
- Ifrane (provincie)
- Sefrou (provincie)
- Taounate (provincie)
- Taza (provincie)
- Moulay Yacoub (provincie)

#### Rabat-Salé-Kénitra
- Rabat (prefectuur)
- Salé (prefectuur)
- Skhirat-Témara (prefectuur)
- Kénitra (provincie)
- Khémisset (provincie)
- Sidi Kacem (provincie)
- Sidi Slimane (provincie)

#### Béni Mellal-Khénifra
- Azilal (provincie)
- Béni-Mellal (provincie)
- Fquih Ben Salah (provincie)
- Khénifra (provincie)
- Khouribga (provincie)

#### Casablanca-Settat
- Casablanca (prefectuur)
  - Casablanca Anfa (prefectuur)
  - Al Fida - Mers Sultan (prefectuur)
  - Aïn Sebaâ - Hay Mohammadi (prefectuur)
  - Hay Hassani (prefectuur)
  - Aïn Chock (prefectuur)
  - Sidi Bernoussi (prefectuur)
  - Ben M'Sick (prefectuur)
  - Moulay Rachid (prefectuur)
- Mohammedia (prefectuur)
- Ben Slimane (provincie)
- Berrechid (provincie)
- El Jadida (provincie)
- Médiouna (provincie)
- Nouaceur (provincie)
- Settat (provincie)
- Sidi Bennour (provincie)

#### Marrakesh-Safi
- Marrakesh (prefectuur)
- Al Haouz (provincie)
- Chichaoua (provincie)
- El Kelâat Es-Sraghna (provincie)
- Essaouira (provincie)
- Rehamna (provincie)
- Safi (provincie)
- Youssoufia (provincie)

#### Drâa-Tafilalet
- Errachidia (provincie)
- Midelt (provincie)
- Ouarzazate (provincie)
- Tinghir (provincie)
- Zagora (provincie)

#### Souss-Massa
- Agadir-Ida Ou Tanane (prefectuur)
- Inezgane-Aït Melloul (prefectuur)
- Chtouka Aït Baha (provincie)
- Taroudant (provincie)
- Tata (provincie)
- Tiznit (provincie)

### Westelijke Sahara (grotendeels onderde factoMarokkaans bestuur)
Het grootste deel van de Westelijke Sahara valt onder Marokko, die het gebied informeel de Zuidelijke procincies noemen. De rest, achter de Marokkaanse barrière wordt bestuurd door de Arabische Democratische Republiek Sahara.

#### Guelmim-Oued Noun
- Assa-Zag (provincie) (ligt deels in de Westelijke Sahara)
- Sidi Ifni (provincie) (origineel Marokko, geen deel van Westelijke Sahara)
- Guelmim (provincie) (origineel Marokko, geen deel van Westelijke Sahara)
- Tan-Tan (provincie) (origineel Marokko, geen deel van Westelijke Sahara)

#### Laâyoune-Sakia El Hamra
- Boujdour (provincie)
- Es-Semara (provincie)
- Laâyoune (provincie)
- Tarfaya (provincie)

#### Dakhla-Oued Ed-Dahab
- Aousserd (provincie)
- Oued Ed-Dahab (provincie)

## Indeling van 2009
Voor de regeling van 2015 was Marokko op basis van Decreet 2-09-319 van 11 juni 2009 onderverdeeld in 17 regio's (wilaya's), die weer zijn onderverdeeld in 62 landelijke provincies en 13 stedelijke prefecturen. De provincies en prefecturen zijn weer opgesplitst in cercles, die op hun beurt weer zijn opgesplitst in caïdats. De caïdats, ten slotte, zijn onderverdeeld in gemeenten (communes). Er zijn twee typen gemeente, stedelijke gemeenten (communes urbaines) en rurale (landelijke) gemeenten (communes rurales).
Een van de prefecturen, Casablanca, heeft een aparte verdeling. De prefectuur Casablanca is niet onderverdeeld in cercles, caïdats en communes, maar in acht zogeheten arrondissementsprefecturen. Deze bestuurslaag komt elders in het land niet voor.

### Oude lijst

De regio's (zie tabel voor uitleg nummering)

Hieronder de lijst van de 17 voormalige regio's en hun 62 provincies en 13 prefecturen zoals geldig voor 2015:
| Regio                                   | Oppervlakte (in km²) | Inwoners (2 sep. 2004) | Provincie of prefectuur* | Inwoners (2 sep. 2004)          |
| --------------------------------------- | -------------------- | ---------------------- | ------------------------ | ------------------------------- |
| 1. Chaouia-Ouardigha                    | 7010                 | 1.655.660              | Ben Slimane              | 199.612                         |
|                                         |                      |                        | Berrechid                |                                 |
|                                         |                      |                        | Khouribga                | 499.144                         |
|                                         |                      |                        | Settat                   | 956.904                         |
| 2. Doukala-Abda                         | 13.285               | 1.984.039              | El Jadida                | 1.103.032                       |
|                                         |                      |                        | Safi                     | 881.007                         |
|                                         |                      |                        | Sidi Bennour             |                                 |
|                                         |                      |                        | Youssoufia               |                                 |
| 3. Fès-Boulemane                        | 19.795               | 1.573.055              | Boulmane                 | 185.110                         |
|                                         |                      |                        | Fès*                     | 977.946                         |
|                                         |                      |                        | Moulay Yacoub            | 150.422                         |
|                                         |                      |                        | Sefrou*                  | 259.577                         |
| 4. Gharb - Chrarda - Béni Hssen         | 8805                 | 1.859.540              | Kénitra                  | 1.167.301                       |
|                                         |                      |                        | Sidi Kacem               | 692.239                         |
|                                         |                      |                        | Sidi Slimane             |                                 |
| 5. Grand Casablanca                     | 1615                 | 3.631.061              | Casablanca*              | 2.949.805                       |
|                                         |                      |                        | Médiouna                 | 122.851                         |
|                                         |                      |                        | Mohammedia*              | 322.286                         |
|                                         |                      |                        | Nouaceur                 | 236.119                         |
| 6. Guelmin - Es-Semara                  | 122.825              | 462.410                | Assa-Zag                 | 43.535                          |
|                                         |                      |                        | Es-Semara**              | 60.426                          |
|                                         |                      |                        | Guelmim                  | 166.685                         |
|                                         |                      |                        | Tan-Tan**                | 70.146                          |
|                                         |                      |                        | Tata                     | 121.618                         |
| 7. Laâyoune - Boujdour - Sakia El Hamra | 139.480              | 256.152                | Boujdour**               | 46.129                          |
|                                         |                      |                        | Laâyoune**               | 210.023                         |
|                                         |                      |                        | Tarfaya**                |                                 |
| 8. Marrakech-Tensift-Al Haouz           | 31.160               | 3.102.652              | Al Haouz                 | 484.312                         |
|                                         |                      |                        | Chichaoua                | 339.818                         |
|                                         |                      |                        | El Kelâa des Sraghna     | 754.705                         |
|                                         |                      |                        | Essaouira                | 452.979                         |
|                                         |                      |                        | Marrakesh*               | 1.070.838                       |
|                                         |                      |                        | Rehamna                  | (El Kelâa des Sraghna tot 2009) |
| 9. Meknès-Tafilalet                     | 79.210               | 2.141.527              | El Hajeb                 | 216.388                         |
|                                         |                      |                        | Errachidia               | 556.612                         |
|                                         |                      |                        | Ifrane                   | 143.380                         |
|                                         |                      |                        | Khénifra                 | 511.538                         |
|                                         |                      |                        | Meknès*                  | 713.609                         |
|                                         |                      |                        | Midelt                   |                                 |
| 10. Oriental                            | 82.900               | 1.918.094              | Berkane                  | 270.328                         |
|                                         |                      |                        | Driouch                  |                                 |
|                                         |                      |                        | Figuig                   | 129.430                         |
|                                         |                      |                        | Jerada                   | 105.840                         |
|                                         |                      |                        | Nador                    | 728.634                         |
|                                         |                      |                        | Oujda-Angad              | 477.100                         |
|                                         |                      |                        | Taourirt                 | 206.762                         |
| 11. Oued Ed-Dahab - Lagouira**          | 50.880               | 99.367                 | Aousserd**               | 20.513                          |
|                                         |                      |                        | Oued Ed-Dahab**          | 78.854                          |
| 12. Rabat-Salé-Zemmour-Zaer             | 9580                 | 2.366.494              | Khémisset                | 521.815                         |
|                                         |                      |                        | Rabat*                   | 627.932                         |
|                                         |                      |                        | Salé*                    | 823.485                         |
|                                         |                      |                        | Skhirat-Témara*          | 393.262                         |
| 13. Souss-Massa-Daraâ                   | 70.880               | 3.113.653              | Agadir-Ida-Ou-Tanane*    | 487.954                         |
|                                         |                      |                        | Chtouka-Aït Baha         | 297.245                         |
|                                         |                      |                        | Inezgane-Aït Melloul*    | 419.614                         |
|                                         |                      |                        | Ouarzazate               | 499.980                         |
|                                         |                      |                        | Sidi Ifni                | 127.781                         |
|                                         |                      |                        | Taroudant                | 780.661                         |
|                                         |                      |                        | Tinghir                  |                                 |
|                                         |                      |                        | Tiznit                   | 344.831                         |
|                                         |                      |                        | Zagora                   | 283.368                         |
| 14. Tadla-Azilal                        | 17.125               | 1.450.519              | Azilal                   | 504.501                         |
|                                         |                      |                        | Béni-Mellal              | 946.018                         |
|                                         |                      |                        | Fquih Ben Salah          |                                 |
| 15a. Tanger-Tétouan                     |                      |                        | Fahs - Anjra             |                                 |
| Tanger - Assilah*                       | 762.583              |                        |                          |                                 |
| 15b. Tétouan                            |                      |                        | Chefchaouen              | 524.602                         |
|                                         |                      |                        | Larache                  | 472.386                         |
|                                         |                      |                        | M'diq - Fnideq*          |                                 |
|                                         |                      |                        | Ouezzane                 |                                 |
|                                         |                      |                        | Tétouan                  | 613.506                         |
| 16. Taza-Al Hoceïma-Taounate            | 24.155               | 1.807.113              | Al Hoceima               | 395.644                         |
|                                         |                      |                        | Guercif                  | (Taza tot 2009)                 |
|                                         |                      |                        | Taounate                 | 668.232                         |
|                                         |                      |                        | Taza                     | 743.237                         |

*: Prefecturen

**: De regio Oued ed Dahab-Lagouira, de provincies Boujdour en Es Semara, alsmede delen van de provincies Tan-Tan en Laâyoune, vallen binnen de grenzen van het door Marokko geclaimde Westelijke Sahara.